# سانت‌آمبروجیو سول جاریلیانو
سانت‌آمبروجیو سول جاریلیانو (به ایتالیایی: Sant'Ambrogio sul Garigliano) یک کومونه در ایتالیا است که در استان فروزینونه واقع شده‌است. سانت‌آمبروجیو سول جاریلیانو ۹٫۰ کیلومتر مربع مساحت و ۹۷۶ نفر جمعیت دارد و ۱۳۷ متر بالاتر از سطح دریا واقع شده‌است.

## خواهرخوانده
شهرهای سژانا، Sant'Ambrogio di Torino و Sant'Ambrogio di Valpolicella خواهرخوانده‌های سانت‌آمبروجیو سول جاریلیانو هستند.